# 熊谷知花
熊谷 知花（くまがい ちか、1988年12月5日 - ）は、日本の女優、歌手、タレント。
栃木県下野市出身。かつてオフィスジュニアに所属していた。現在はDMMの専属タレントとして活動。愛称は「くまちか」。

## 来歴
- 2000年4月 明治生命ミュージカル アニーでデビュー。
- 2012年3月 日テレジェニック2012候補生に選出され「アイドルの穴〜日テレジェニックを探せ!〜」に第5週目まで出演。準日テレジェニック2012・ベストお姉さん賞受賞。
- 2012年10月 サンスポアイドルリポーター SIR2期候補生（14名）に選出される。
- 2013年1月 サンスポアイドルリポーター SIRに、準グランプリを獲得し正式加入。
- 2017年4月 サンスポアイドルリポーター SIRを卒業。
- 2017年6月 ソロシンガーとしてファースト・ワンマンライブを開催。
- 2021年7月、8月31日をもって無期限休養に入る旨をTwitterで発表[1]。
- 2023年4月現在は撮影会やイベント等で芸能活動を再開させている。

## 人物
- 趣味: ダンス、映画鑑賞、動物と戯れること、食べること
- 特技: コサックダンス、ドッグフリスビー、動物語（会話が出来る）、おやじギャグ
- チャームポイント： 白い肌、茶色い瞳、鎖骨の下にあるホクロ
- 2歳上の姉がいる[2]。
- 2011年3月に尚美学園大学を卒業。在学中はチアダンス部「VERITAS」に所属[3]。同チームの第1期メンバーの一人であった[4]。

## 出演

### ミュージカル
- 明治生命ミュージカル アニー（2000年4月21日 - 5月14日、青山劇場） - 赤組 アイリーン 役
- ココ・スマイル 3 〜虹色のメロディー〜（2002年8月20日 - 27日、銀座・博品館劇場） - ラブ 役
- ココ・スマイル ファミリーコンサート Vol.1〜Legend〜（2003年1月7日 - 8日、なかのZERO 大ホール）
- 森は生きている（2004年8月21日 - 29日、天王洲・アートスフィア） - 7月 役
- ココ・スマイル ファミリーコンサート Vol.2〜Legend〜（2006年1月8日、セシオン杉並）
- らき☆すた≒おん☆すて（2012年9月20日 - 30日、シアターGロッソ） - 越谷ちなみ 役

### 舞台
- 明治座「仙台四郎物語〜福の神になった男〜[5]」（2009年9月4日 - 27日、浜町・明治座）
- 「新宿ミッドナイトベイビー2010〜さよならマロンのママ〜[6]」（2010年7月17日 - 25日、新宿文化センター）
- 劇団たいしゅう小説家「ゲキ☆パピ」（2010年9月18日 - 23日、MAKOTOシアター銀座）
- 新宿ポーカーフェイス「MARIO[7]」（2010年12月3日 - 5日、アドリブ劇場） - 美神華 役
- GENKI Produce「彼女、借ります。」（2011年1月25日 - 30日、笹塚ファクトリー）
- GENKI Produce「じゃん・けん・ぽん」（2011年10月5日 - 16日、池袋・シアターグリーンBASE THEATER）
- GENKI Produce「スイートメモリーズ」（2012年2月21日 - 26日、笹塚ファクトリー）
- アリスインプロジェクト×劇団北京蝶々「ダウト!-国立公安女子校-[8]」星組（2012年10月25日 - 28日、銀座・博品館劇場） - ミズタニ役
- 劇団CAT MINT「アルプス一万尺 Vol.1」チームC（2013年11月7日 - 12日、中目黒・キンケロシアター） - 茅野桜子 役
- GENKI Produce「ロストマン ブルース」（2014年3月11日 - 16日、笹塚ファクトリー） - 戸越銀座由紀 役
- 劇団CAT MINT「イツワレー！[9]」チームC（2014年4月25日 - 29日、池袋・シアターグリーンBOX in BOX THEATER） - 瞳 役
- はっぴいはっぴいどりーみんぐ「ひとひら」（2014年7月2日 - 6日、中野・ウエストエンドスタジオ） - 綾瀬幸枝 役
- 劇団CAT MINT「The Kaidan アルプス一万尺　Final」（2014年7月31日, 8月1日、新宿・シアターサンモール）
- 1107「WILD HALF〜奇跡の確率〜[10]」（2015年1月15日 - 18日、品川・六行会ホール）
- 劇団CAT MINT「アガルタの虹[11]」チームM（2015年1月30日 - 2月3日、中目黒・キンケロシアター） - ナヴァ 役
- キタムラ印「CHERRY」（2015年2月26日 - 3月1日、ウッディシアター中目黒）
- 劇団CAT MINT 朗読×劇「ほしのこえ」（2015年4月23日・24日・26日・27日、渋谷・CBGKシブゲキ!!）
- 劇団CAT MINT「アガルタの花[12]」（2015年7月23日 - 26日、六本木・俳優座劇場）
- キタムラ印「CHERRY」/「Oh！tsukimi」（2015年9月1日 - 9日、ウッディシアター中目黒）
- 企画エンタテインメント集団CHARM「CLIMAX」（2015年12月2日 - 6日、新宿・サンモールスタジオ）
- SANETTY Produce「Over Smile[13]」（2016年2月10日・12日・14日、新宿村LIVE）
- 大坪企画「アマゾネス〜return of the amazons〜」（2016年7月19日 - 24日、上野ストアハウス） - アマゾネスの王・アンティオペ 役（初主演）
- 東出有貴プロデュース「LAST MESSAGE」（2016年9月7日 - 9日、座・高円寺2）初ヒロイン
- 劇団たいしゅう小説家「LDKミディアム[14]」（2016年11月16日 - 20日、八幡山・ワーサルシアター） - 鈴川早希 役
- Ann&Mary「PIRATES OF THE DESERT 3 〜偽りの羅針盤と真実の総舵輪〜[15]」（2017年4月12日 - 16日、シアターグリーンBIG TREE THEATER） - ビゼル 役
- 東出有貴プロデュース「LOST SWORD[16]」（2016年5月8日 - 11日、座・高円寺2） - レイン 役
- SANETTY Produce「都落ちコンダクターの一振[17]」（2017年5月24日 - 29日、新宿村LIVE）
- T-ZONE「リングのリア王!?[18]」（2017年10月31日 - 11月5日、築地本願寺ブディストホール） - エドモンド忍 役
- イヌッコロ×ACTOLI×シザーブリッツ「バリスタと恋の黒魔術[19]」クローバー班（2017年12月21日 - 26日、新宿村LIVE）

### 映画
- 自殺サークル（2002年1月、新宿武蔵野館） - デザート 役
- たとえ世界が終わっても（2007年8月25日 - 9月14日・9月29日 - 10月5日、渋谷・ユーロスペース） - 長谷川久美 役
- 口裂け女2（2008年3月22日、配給：ジョリー・ロジャー） - 女子生徒 役
- GOTH（2008年12月20日） - 西原 役

### テレビドラマ
- 超星神グランセイザー 第32話（2004年5月15日、テレビ東京） - リサ 役
- しにがみのバラッド。 第4話 水のないプール。Pool Side Girl（2007年1月29日、テレビ東京）
- 所轄刑事9（2014年8月29日、フジテレビ） - 警察官役

### ライブ
サンスポアイドルリポーター SIRとしてのライブを除く
- LOST SWORD キャスト Special LIVE（2017年5月13,14日、高円寺high）
- 熊谷知花ファーストワンマンLIVE「NEXT STAGE」（2017年6月11日、高円寺high）

### バラエティ
- 全力坂（2008年7月9日 おいはぎ坂、7月16日 中央5丁目の坂、テレビ朝日）
- アイドルの穴2012〜日テレジェニックを探せ!〜（2012年、日本テレビ）
- 真夜中のおバカ騒ぎ!（2014年6月 - 7月 チバテレビ、東京MX）
- 今夜もドル箱V (2015年2月24日、テレビ東京）
- 開店！SIRのパチスキ！（2015年7月3日 - 2017年4月28日、東京MX）
- あらぶんちょ!（東京ケーブルネットワーク） 2016年5月よりリポーター出演[20]

### ラジオ
- ガールズトーク～MC²のやりたいこと～（レインボータウンFM、 - 2017年6月6日）

### ネット放送
- SIRアミューズメント放送局 アイドルリポーターのキセキ（下北FM／ニコニコ生放送公式チャンネル） 2012年11月 - 2013年3月7日
- SIRアミューズメント放送局「開店！SIRの生カフェ」（ニコニコ生放送公式チャンネル）2012年11月2日 - 2014年10月31日
- SIRパチンコ放送局「新装開店!SIRの生パチ!」（ニコニコ生放送公式チャンネル） 2014年11月7日 - 2017年4月28日

### ネット配信
- Bibus University No.00064 熊谷知花プロフィールmovie（2006年11月8日）[21]
- Bibus University No.00064 ソフトバンクモバイルのBOMB発☆音声メッセージ付きグラビア配信コンテンツ「ボイグラ」から、2007年3月1日分の厳選カット!（2007年4月6日）[22]

### Music Video
- 加賀屋みき「嫌いな世界」（2013年）映像 - YouTube

## 書籍

### 雑誌
- ケイブンシャの大百科別冊 De-View Presents 親子で読む アイドル・デビューしちゃおう!（2002年2月、勁文社）
- ケイブンシャの大百科別冊 Dream goes on! De-View OG's compilation album（2002年3月、勁文社）
- B.L.T.（東京ニュース通信社）
- 双葉社スーパームック ガールズ フレッシュ（2004年3月、双葉社）
- 東京 至極のレストラン 2014年版（2013年6月21日、成美堂出版編集部）